# Варда Фока Младший
Варда Фока Младший (ср.-греч. Βάρδας Φωκᾶς; ум. 13 апреля 989) — византийский военачальник, стратег фемы Антиохия, провозглашенный императором. Принимал участие в трёх значительных мятежах как в поддержку, так и против Македонской династии.

## Биография
Варда Фока Младший был выходцем из Малой Азии, из знатного каппадокийского рода армянского происхождения, сын куропалата Льва Фоки Младшего, племянник императора Никифора II Фоки.

А был этот муж, как рассказывает историк, нравом похож на своего дядю-императора: всегда озабоченный и настороженный, он умел все предвидеть и увидеть, был искушён в военных хитростях, опытен в разного рода приступах, засадах и в открытых сражениях. В боевых же схватках он был решительней и мужественней Склира. Раненый им враг тотчас испускал дух, и одним боевым кличем приводил Варда в замешательство целую фалангу. Таков был Фока.— Михаил Пселл. Хронография.
После смерти своего дяди в 970 году, Фока вместе со своим семейством поднял мятеж против нового императора, своего двоюродного брата Иоанна Цимисхия. Он был провозглашен императором своими войсками, стоявшими в Кесарии, но вскоре его выступление было подавлено другим талантливым военачальником, Вардой Склиром. Фока и его родственники были схвачены и отправлены в изгнание на остров Хиос, где провели последующие семь лет.
В 978 году Фока был выпущен из тюрьмы паракимоменом Василием, двоюродным дедом императора Василия II и фактическим регентом при малолетнем василевсе. Он был направлен на свою родину, в Каппадокию, чтобы поднять местную знать на борьбу с Вардой Склиром, восставшим против императора и предъявившем претензии на трон. При помощи грузинской конницы Торникия Фока подавил восстание, одолев Склира в личном поединке во время решающей битвы при Панкалии, несмотря на ряд понесенных перед этим поражений. За свои заслуги перед троном он получил право на триумф и был назначен на должность доместика схол. Вскоре он повел войска против мусульман с целью отвоевать Алеппо.
Варда Фока в 986—987 годах был наместником фемы Антиохия. Направленный против поднявшего новое восстание Варды Склира, он 15 августа либо 14 сентября 987 года открыто взбунтовался против Василия II и провозгласил себя императором. Фему возглавил его сын Лев. Хитростью захватив Варду Склира в плен, Варда Фока подчинил себе его войско и двинулся на Константинополь.
13 апреля 989 года в сражении у Абидоса Василий II разбил мятежные войска узурпатора Варды Фоки. В этой битве на стороне Василия II принимал участие шеститысячный отряд, посланный на помощь императору киевским князем Владимиром Святославичем. Сам Варда Фока внезапно скончался в разгаре сражения от яда, подсыпанного в кубок вина, который он осушил накануне сражения. Армия мятежников провозгласила императором выпущенного из темницы Варду Склира, который пошёл на соглашение с Василием II.
В браке со своей двоюродной сестрой Адралестиной у Варды Фоки родилось двое сыновей — Лев и Никифор. Известно, что его внук, также Варда Фока, был ослеплен по распоряжению властей в 1025 году. Считается, что критская семья Фокадов происходит от Варды Фоки.